# Annibale Casabianca
Annibale Casabianca (Roma, 10 novembre 1929 – Roma, 2019) è stato un fumettista e pittore italiano. Fumettista, pittore, disegnatore, illustratore, grafico, cartellonista, caricaturista e scenografo. 

## Biografia
Frequentò il Liceo Artistico di Roma a Ripetta allievo dei maestri Capogrossi, Guttuso  e Mazzacurati diplomandosi in scenografia.    
L'Accademia di belle arti
abbandonando gli studi.
Negli anni '50 iniziò la carriera da illustratore, scenografo e da fumettista collaborando alla rivista "Il Vittorioso", successivamente 
esordì nel 1953 come disegnatore realizzando per le Edizioni Adriana un numero della serie Piccolo Bart pubblicata nella collana Albo Azzurro, e come sceneggiatore scrivendo, oltre che disegnando, la serie Therry Roger sulla collana Scugnizzo; per tutti gli anni cinquanta lavorò ad altre serie anche per altri editori come Tony Rand, Gordon Short e Terry Carson, Tom Garret , Tex Willer e Agente X3 nella collana Albi Condor, 1955-57), Lo sai o non lo sai?(1956), Frugolino, Miciolino e Bingo e Benny, Mike Lazos, I Tre Assi e Capitan Sparviero. Collaborò inoltre come illustratore per varie testate tra cui Bimbebelle, L'Astronauta, Albi Romoletto, Enciclopedia del West e I Films d'avventura. Divenne anche editore pubblicando, sempre negli anni cinquanta, alcune testate come Collana Jolly e lavorò anche per editori francesi realizzando le serie Jaleb Le Telepathe, Larry Cannon, Aster, Galax e Yataca e,  attraverso vari studi, anche per il mercato britannico realizzando serie di genere bellico e western pubblicate dalla Fleetway sulle testate Battle picture library e War picture library.
Negli anni sessanta lavorò alle serie Il Cavaliere Della Chimera (1963), Fantax (1964), Dany Coler (1965), Crimen (1966) e I Serpenti (1967-68), usando anche lo pseudonimo Ancas; collaborò inoltre con Vittorio Corte firmandosi Corcas.
Fu collaboratore dell'artista Corrado Cagli negli anni '70 a Roma.
Negli anni settanta collaborò con lo Studio Giolitti realizzando la serie di storie italiane di Mandrake e Phantom oltre alla serie per adulti Cosmine (1973-74).
Nel 2009 gli fu conferito il premio alla carriera dall'ANAFI.